# Journey in Satchidananda
Journey in Satchidananda — четвертий сольний альбом Еліс Колтрейн. Чотири треки альбому були записані в домашній студії Джона Колтрейна в Дікс-Гіллз, Нью-Йорк, у листопаді 1970 року, а решта — наживо в Village Gate у липні того ж року. Альбом вийшов на лейблі Impulse! Records 1971 року. На альбомі Колтрейн грає на піаніно та арфі, до неї приєднуються саксофоніст Фароа Сандерс, басисти Сесіл Макбі (студійні треки) та Чарлі Гейден (живий трек), а також барабанщик Рашид Алі. Вішну Вуд також грає на уді на живому записі, а у студійних записах також беруть участь Маджид Шабазз на дзвіночках і бубні та Тулсі на тамбурі.
Journey in Satchidananda важливий тим, що він знаменує собою перехід між першими трьома записами Колтрейн та її наступними релізами, які демонструють більш персоналізований світогляд. Назва альбому та заголовний трек відображають вплив Свамі Сатчідананди, з яким Колтрейн зблизилась, будучи його ученицею.
«Shiva-Loka», або «царство Шиви», означає царство третього члена індуїстської трійці, «розчинника творіння». «Stopover Bombay» стосується п'ятитижневого перебування в Індії та Шрі-Ланці, в яке Колтрейн мала вирушити в грудні 1970 року. «Something About John Coltrane» заснована на темах її покійного чоловіка, Джона Колтрейна. «Isis and Osiris» демонструє інтерес Колтрейн до музики та культури Близького Сходу та Північної Африки. Присутність тамбури, на якій грає Тулсі, відображає інтерес Колтрейн до індійської класичної музики та релігії.

## Відгуки критиків
Редактори AllMusic дали альбому повні 5 зірок, а Том Юрек заявив: «Це чудовий альбом, необхідний для всіх, хто цікавиться розвитком модального та експериментального джазу. Крім того, він надзвичайно доступний».
Альбом посів 446 місце у списку 500 найкращих альбомів усіх часів журналу Rolling Stone за 2020 рік, а редактори назвали його «медитативною насолодою, якоїї джаз ще ніколи не бачив: частково земний блюз, частково ефірна мантра, і потужний вплив на меломанів від Radiohead до онука Колтрейн — Flying Lotus».
Джозефіна Лівінгстон з Pitchfork зазначила, що альбом «віддає належне трансформації, якої зазнала [Колтрейн] наприкінці 1960-х — як людина і як митець», і прокоментувала: «Це запис настільки ж про душу, наскільки і про майстерну оркестровку… сама фактура Journey визначається переходом, процесом і потоком. Її музика не має ні початку, ні кінця. Натомість… Колтрейн працює з принципом зациклення і трансцендентності».
Пишучи для Treble і згадуючи про втрату чоловіка Колтрейн, Емма Баухнер зауважила: «Journey in Satchidananda відчувається як своєрідна кульмінація: зіткнення втрати з новознайденим розумінням і самовираженням. Музика займає межові простори між Сходом і Заходом, пост-бопом і раґою, горем і зціленням, свідомістю і трансцендентністю… Більш за все, чудові звукові пейзажі Journey in Satchidananda несуть глибоке відчуття зцілення, відображаючи власну подорож Колтрейн та її подальшу трансформацію перед обличчям горя».
У статті для The Guardian Дженніфер Люсі Аллан описала альбом як «щось середнє між модальним і медитативним, де присутні всі частини її музичного буття і біографії», і додала: «Його слід було б назвати музикою ф'южн, з елементами, взятими з індійської музики і поєднаними із західними традиціями, але в музиці Колтрейн немає видимих з'єднань — все пов'язано в космічній пишноті». Колін Мерфі з Classical Album Sundays описав альбом як «справді глибокий, далекосяжний, трансформуючий досвід прослуховування» і зауважив: «Ви також можете тимчасово досягти вищого стану свідомості під час прослуховування цього альбому. Вирушайте в подорож».
Сидні Мандей на NPR заявила: «Майже через 50 років після виходу Journey In Satchidananda альбом залишається візією універсального зцілення, духовного самозбереження в часи біди і бога, який з'являється, коли ви шукаєте її».

## Список композицій
| Сторона A | Сторона A                  | Сторона A  |
| #         | Назва                      | Тривалість |
| --------- | -------------------------- | ---------- |
| 1.        | «Journey in Satchidananda» | 6:39       |
| 2.        | «Shiva-Loka»               | 6:37       |
| 3.        | «Stopover Bombay»          | 2:54       |

| Сторона B | Сторона B                       | Сторона B  |
| #         | Назва                           | Тривалість |
| --------- | ------------------------------- | ---------- |
| 4.        | «Something About John Coltrane» | 9:44       |
| 5.        | «Isis and Osiris»               | 11:49      |

## Персоналії
Треки від A1 до B1
- Еліс Колтрейн — піаніно, арфа
- Фароа Сандерс — сопрано-саксофон, перкусія
- Сесіл Макбі — контрабас
- Рашид Алі — барабани
- Тулсі — тамбура
- Majid Shabazz — дзвіночки, тамбурин

Трек B2
- Еліс Колтрейн — арфа
- Фароа Сандерс — сопрано-саксофон, перкусія
- Рашид Алі — барабани
- Чарлі Гейден — бас
- Вішну Муд — уд